# Wolverhampton South West
Circonscription parlementaire de la Chambre des communes
La circonscription de Wolverhampton South West est une circonscription située dans le West Midlands, et représentée à la Chambre des communes du Parlement britannique.

## Géographie
La circonscription comprend :
- Une partie de la ville de Wolverhampton
  - Les banlieues de Claregate, Aldersley, Dunstall Hill, Whitmore Reans, Newbridge, Bradmore, Merridale, Finchfield, Compton, Tettenhall Wood, Merry Hill, Penn, Penn Fields, Castlecroft et Wightwick

## Députés
Les Members of Parliament (MPs) de la circonscription sont :
| Législature                                                                | Années       | Député          | Député          | Parti        |
| -------------------------------------------------------------------------- | ------------ | --------------- | --------------- | ------------ |
| Wolverhampton North East issue de Wolverhampton East et Wolverhampton West |              |                 |                 |              |
| 39e                                                                        | 1950–1951    |                 | Enoch Powell    | Conservateur |
| 41e                                                                        | 1951–1955    |                 | Enoch Powell    | Conservateur |
| 41e                                                                        | 1955–1959    |                 | Enoch Powell    | Conservateur |
| 42e                                                                        | 1959–1964    |                 | Enoch Powell    | Conservateur |
| 43e                                                                        | 1964–1966    |                 | Enoch Powell    | Conservateur |
| 44e                                                                        | 1966–1970    |                 | Enoch Powell    | Conservateur |
| 45e                                                                        | 1970–1974    |                 | Enoch Powell    | Conservateur |
| 46e                                                                        | 1974–1974    | Nicholas Budgen |                 | Conservateur |
| 47e                                                                        | 1974–1979    | Nicholas Budgen |                 | Conservateur |
| 48e                                                                        | 1979–1983    | Nicholas Budgen |                 | Conservateur |
| 49e                                                                        | 1983–1987    | Nicholas Budgen |                 | Conservateur |
| 50e                                                                        | 1987–1992    | Nicholas Budgen |                 | Conservateur |
| 51e                                                                        | 1992–1997    | Nicholas Budgen |                 | Conservateur |
| 52e                                                                        | 1997–2001    |                 | Jenny Jones     | Travailliste |
| 53e                                                                        | 2001–2005    | Rob Marris      |                 | Travailliste |
| 54e                                                                        | 2005–2010    | Rob Marris      |                 | Travailliste |
| 55e                                                                        | 2010–2015    |                 | Paul Uppal      | Conservateur |
| 56e                                                                        | 2015–2017    |                 | Rob Marris (2)  | Travailliste |
| 57e                                                                        | 2017–2019    | Eleanor Smith   |                 | Travailliste |
| 58e                                                                        | 2019–Présent |                 | Stuart Anderson | Conservateur |

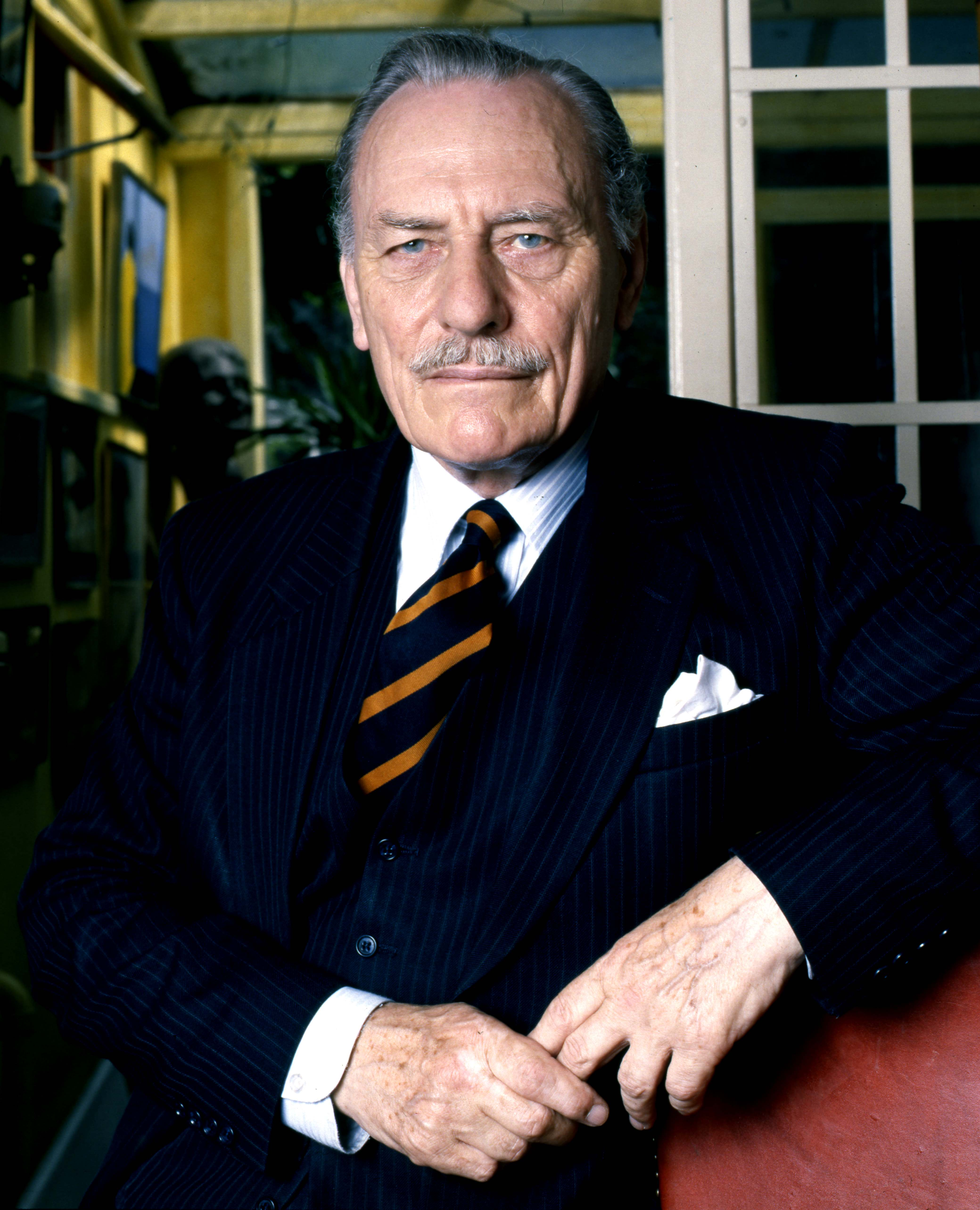
Enoch Powell (1950-1974)
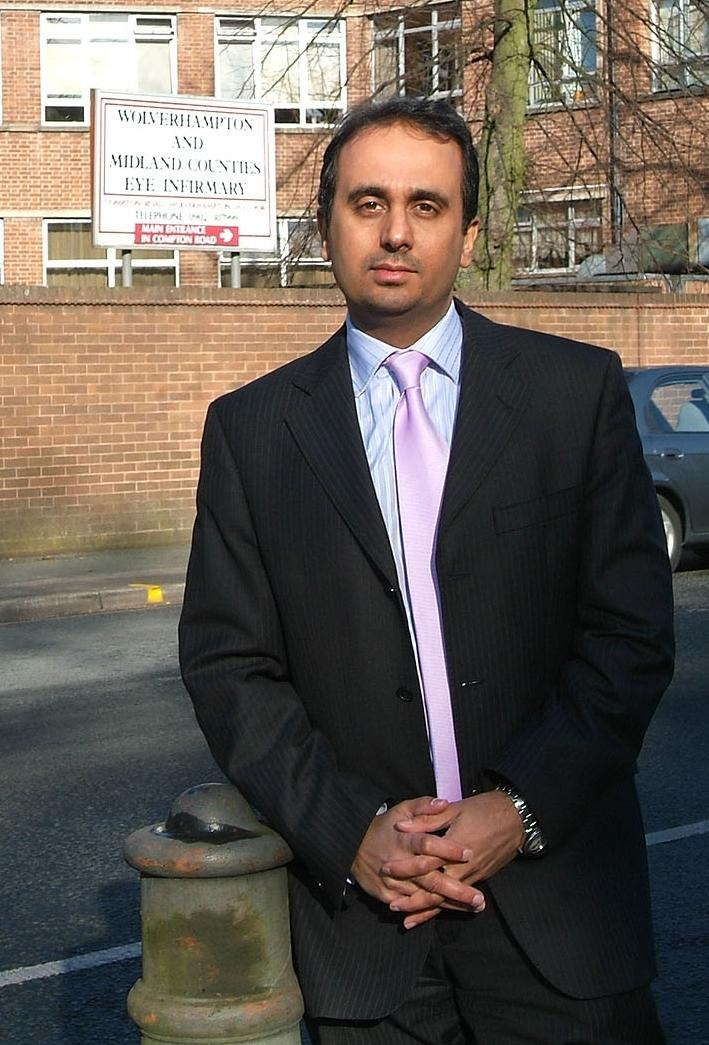
Paul Uppal (2010-2015)
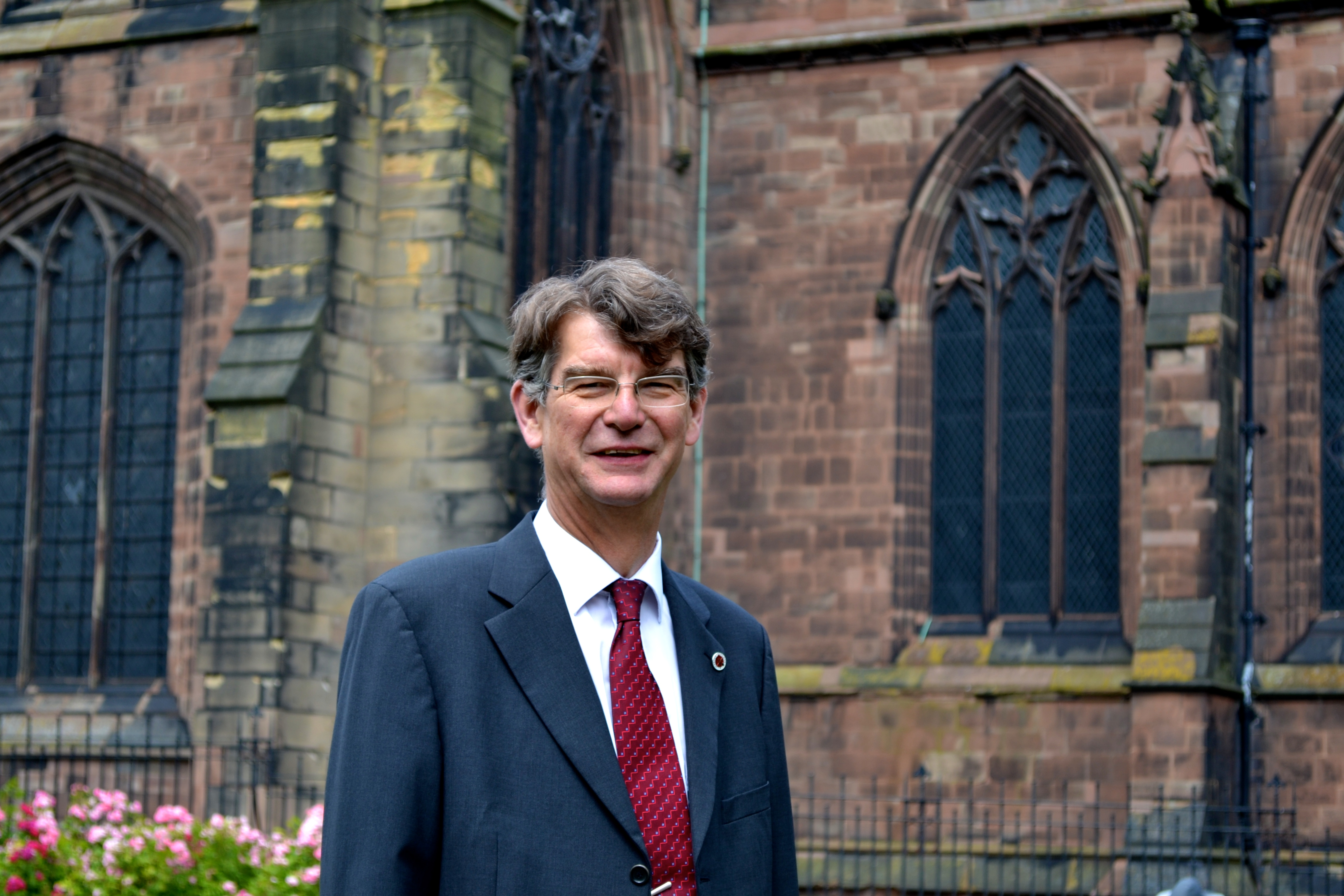
Rob Marris (2001-2010 et 2015-2017)
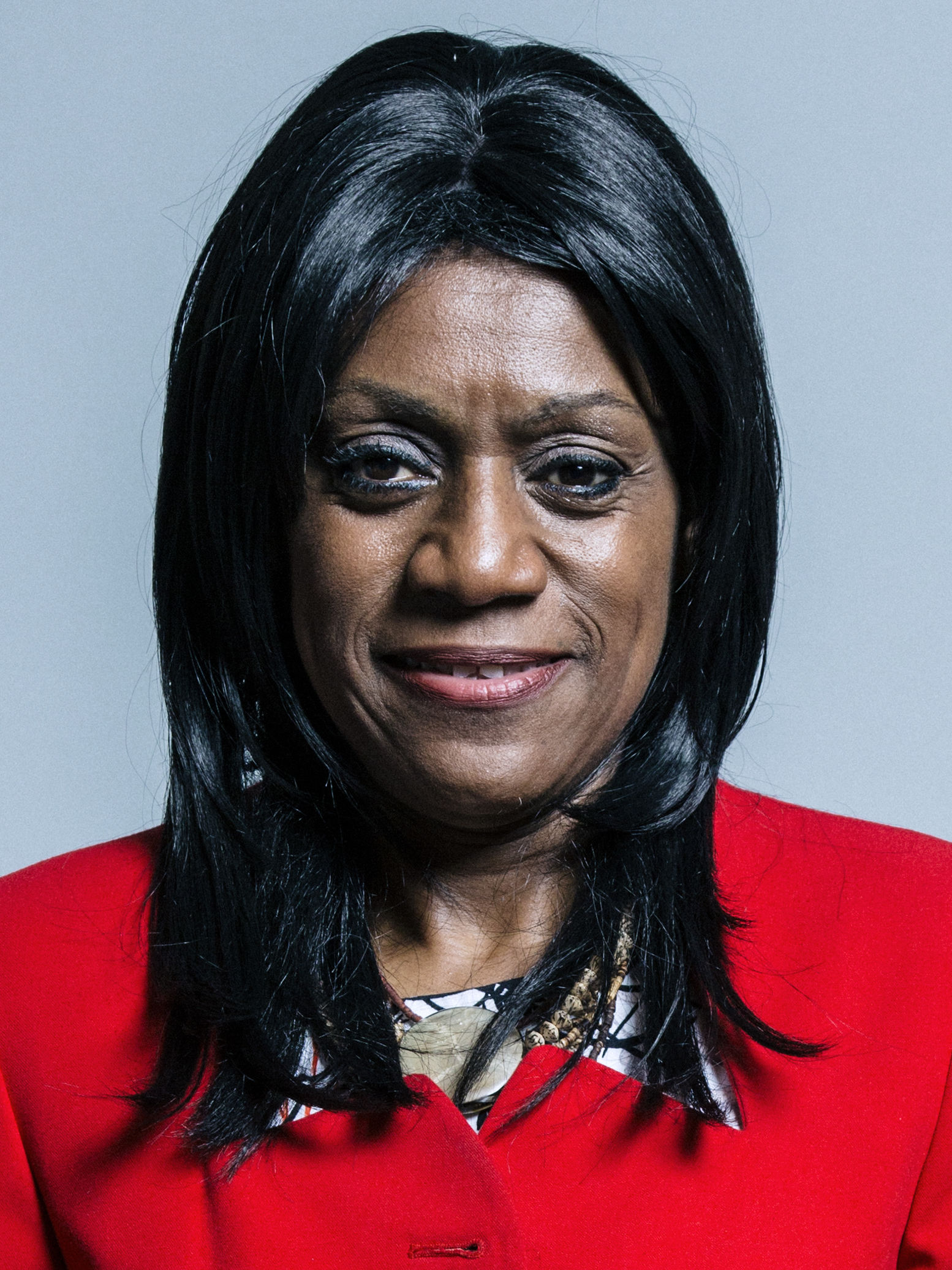
Eleanor Smith (2017-2019)